# NGC 5064
NGC 5064 is een spiraalvormig sterrenstelsel in het sterrenbeeld Centaur. Het hemelobject werd op 3 maart 1837 ontdekt door de Britse astronoom John Herschel.

## Synoniemen
- ESO 220-2
- AM 1316-473
- IRAS13160-4738
- PGC 46409